# Annakirche (Weng)

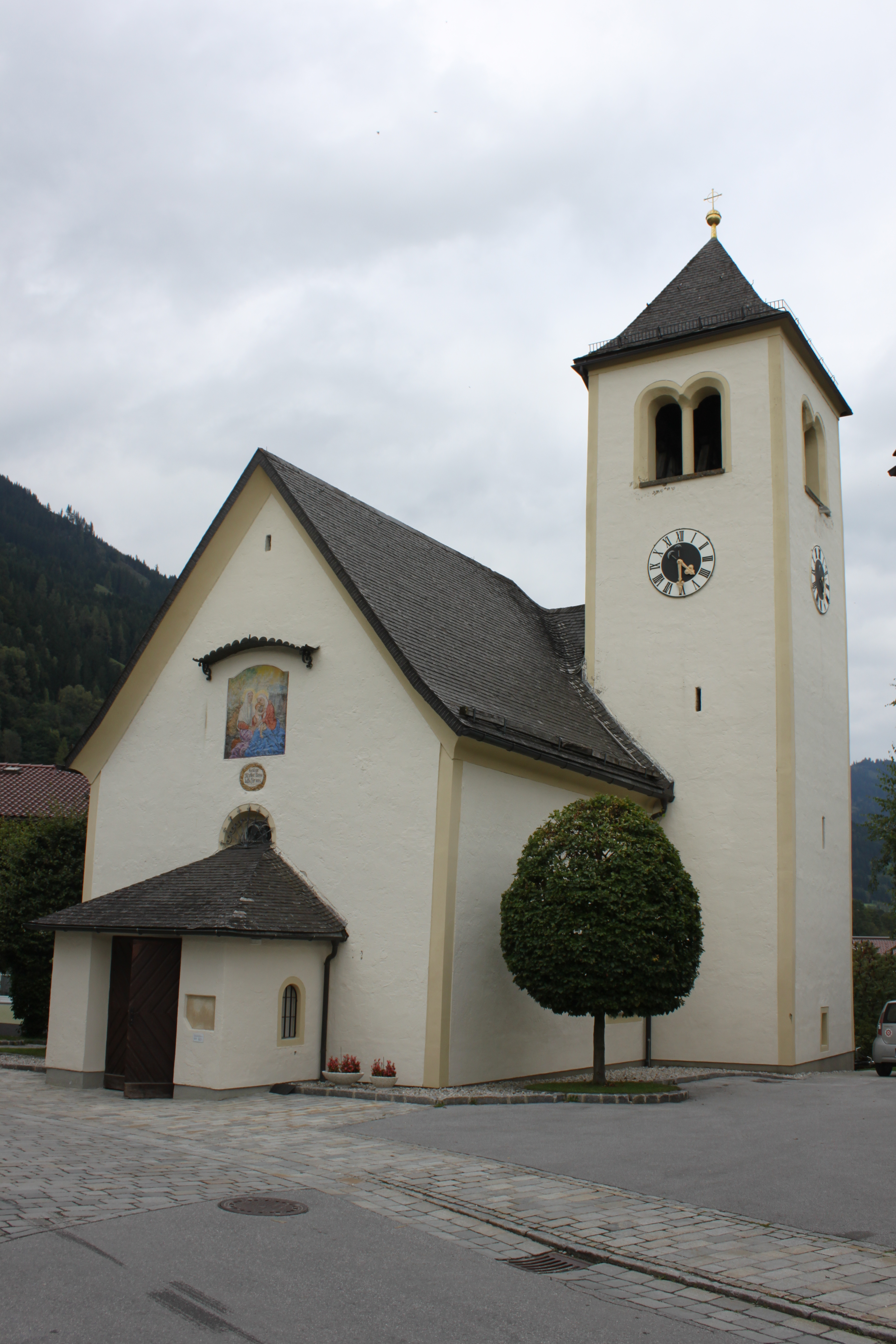
Annakirche in Weng

Die Filialkirche hl. Anna ist eine römisch-katholische Kirche in der Katastralgemeinde Weng in der Gemeinde Goldegg im Pongau im Land Salzburg.
Die Kirche wurde 1528 urkundlich genannt und wurde 1893 und 1943/1944 renoviert. Nach einem Brand 1956 wurde 1957 renoviert. Weitere Renovierungen waren 1976 und von 2004 bis 2006.
Der gotische Kirchenbau mit Spitzbogenfenstern unter einem Satteldach hat einen dreiseitigen Chor. Der Südturm unter einem Zeltdach ist ungegliedert und hat Biforenfenster mit einer Mittelsäule. Die Westfassade hat ein Spitzbogenportal, darüber ein Kreisfenster, und darüber ein Fassadenbild mit Anna selbdritt, gemalt 1957 von Nikolaus Meyendorff. In der Mauer des Windfanges ist eine römerzeitliche Grabinschrift vermauert, die die einheimischen Kelten Ottus und Bouda nennt.